# Aliu Djaló
Aliu Djaló (ur. 5 lutego 1992 w Bissau) – gwinejski piłkarz portugalskiego pochodzenia występujący na pozycji pomocnika w portugalskim klubie F.C. Pedras Rubras. Wychowanek Chelsea, w swojej karierze grał także w takich zespołach jak AEL Limassol, Boavista FC, CS Marítimo, Gaz Metan Mediaș oraz Pogoń Siedlce. Były młodzieżowy reprezentant Portugalii.

## Sukcesy

### AEL Limassol
- Mistrzostwo Cypru: 2011/12